# Návrat zlatého dítěte
Návrat zlatého dítěte (v anglickém originále Return of the Golden Child) je druhý díl druhé série britského sitcomu z prostředí informačních technologií Ajťáci. Poprvé byla epizoda odvysílána 31. srpna 2007. České premiéry se díl dočkal 12. září 2008.

## Synopse
Když šéf Reynholm Industries Denholm Reynholm spáchá během porady sebevraždu, jeho místo ve firemní hierarchii zaujme dosud druhý muž firmy Derek Pipin. Ten se netají tím, že chce zrušit IT oddělení a suterénu využít pro jiné účely, např. pro vybudování velkých toaletních prostor. Jen Barber se svými hochy Royem a Mossem je v ohrožení. Roy je vystrašen, Moss mu vypočítal, že brzy zemře. Situace ve firmě se mění v okamžiku, kdy se na pohřbu Denholma objevuje jeho syn z prvního manželství Douglas Reynholm.

## Příběh
Derek Pipin informuje na pracovní poradě o ekonomických výsledcích, firma prosperuje. Denholm se dme pýchou:
„Pánové, když jsem zakládal Reynholm Industries, měl jsem pouze tyto dvě věci: sen a 6 milionů liber. Dá se říct, že jsem nejvýznamnější muž na světě.“
Entuziasmus mu vydrží pouze do chvíle, když do místností vstoupí sekretářka Stephanie a sdělí osazenstvu, že přišla policie a zajímá se o nesrovnalosti v penzijním fondu. Denholm jí přikáže, aby policistům udělala šálek čaje, otevře okno a vyskočí ven. Derek Pipin se ve firmě stává mužem číslo jedna.
Roy si pořídil nový mobilní telefon, s nímž je navýsost spokojen, jedinou jeho drobnou vadou jsou slabé vibrace. Moss se nabídne, že mu telefon seřídí na silnější. Zahrnuje Roye otázkami ohledně jeho životosprávy, aby podle jedné internetové stránky zjistil den jeho smrti. Roy o tom nechce slyšet, ale Moss mu nakonec prozradí, že to bude brzy - již ve čtvrtek. Roy je vyplašený. Jen se před Mossem zmíní, že přestala kouřit, ale chuť ji nepřešla.
Chystá se pohřeb Denholma. Do kanceláře IT přichází Derek Pipin a informuje Jen, že má v plánu IT oddělení zrušit. Stane se svědkem infantilní zábavy Roye a Mosse při zkoušení zesílených vibrací Royova nového telefonu. Okřikne je, zda si jsou vědomi, že zemřel významný muž. Roy to nepochopí a položí hloupou otázku, která pozici „ajťáků“ u nového šéfa ještě zhorší:
„Zemřel ještě někdo další?“
Na pohřbu na Roye doléhá tísnivá atmosféra, vidina blízkého skonu přece jen v hloubi nitra hlodá. Derek Pipin je svědkem dalších faux pas pracovníků IT, což jen prohloubí jeho odpor k IT. Moss věnuje vdově po Reynholmovi psací pero a Roy dostane v kostele záchvat, když se domnívá, že nastal jeho konec. Kněz pustí video, které si Denholm připravil pro případ svého úmrtí. Říká, že ho zabily cigarety, ale přesto si je nedokázal odepřít. Mluví o nich s takovým požitkem, až se Jen neudrží a musí jít ven na vzduch. V kanále spatří nedokouřený vajgl a neudrží se, zapálí si ho.
Po videu se ujímá slova Derek a hovoří o tom, že nastává nová epocha. Některé lidí pozná lépe v příštích týdnech, s některými se rozloučí (a dívá se na Roye a Mosse). Mluví o tom, že smuteční projev má běžně na starost nejstarší syn, ale protože Douglas Reynholm je už sedm let nezvěstný, je to na něm. V ten moment se rozletí dveře a Douglas vstoupí. Sehraje srdceryvnou scénku, přičemž pomrkává po Jen. Pro tento případ Denholm přichystal druhé video. V něm určuje Douglase za svého nástupce pod jednou podmínkou - už si nesmí dovolit žádné sexuální harašení. Douglas to před všemi zúčastněnými slíbí, aby vzápětí naznačil Jen, že má o ni zájem.
V závěru Douglas proklamuje, že bude s IT oddělením na rozdíl od svého krátkodobého předchůdce Dereka (jehož nechal vyhodit) udržovat velmi těsné vztahy (především kvůli svému zájmu o Jen). Roy s Mossem mu pro začátek upraví vibrační vyzvánění. Douglas si vloží telefon do kapsy u kalhot. Za dveřmi hoši vytočí jeho číslo a královsky se baví. Nový šéf se dostává do extáze.

## Obsazení
Vedlejší role v epizodě „Návrat zlatého dítěte“:
| Herec / herečka        | Hraje       | Role                                                    |
| ---------------------- | ----------- | ------------------------------------------------------- |
| Silas Carson           | Derek Pipin | druhý muž Reynholm Industries (po Denholmu Reynholmovi) |
| Belinda Stewart-Wilson | Barbara     | vdova po Denholmu Reynholmovi                           |
| Charlotte Weston       | Stephanie   | sekretářka                                              |
| Alex MacQueen          |             | kněz v kostele                                          |

## Zajímavosti
- Herce Christophera Morrise (Denholma Reynholm - otec) a Matta Berryho (Douglas Reynholm - syn) dělí od sebe pouze 9 let.[3]
- Herečka Belinda Stewart-Wilson, která v epizodě hraje vdovu po Denholmu Reynholmovi účinkuje i v šesté epizodě čtvrté série „Reynholmová vs. Reynholm“, tentokrát jako žena Douglase Reynholma Viktorie.[4]